# Пасинки долі (фільм)
Пасинки долі  (англ. Fools of fortune) – історична драма, знята ірландським режисером Петом О’Коннором за мотивами однойменного роману Вільяма Тревора.  Прем’єра фільму відбулася у 1990 році.

## Сюжет
Фільм розповідає історію ірландської родини Квінтонів, яка мешкає у маєтку Кілні у місті Корк. 
Події починаються у першій чверті ХХ століття. Голова родини підтримує боротьбу за незалежність Ірландії через що британські військові спалюють Кілні та вбивають його разом із двома доньками на очах сина, Віллі Квінтона, від імені якого частково ведеться розповідь про події.
Пам’ять про ніч вбивства переслідує Віллі та він живе ідеєю помсти. Проте помстившись, він змушений жити у вигнанні та не отримує ані душевного спокою, ані щасливого кохання.

## Сприйняття
На думку британського кінокритика Дерека Віннерта,  «Пасинки долі» – чудово створений фільм, з гарним відчуттям місця та емоцій, але повільний та важкий».
У публікації видання The Washington Post відмічається, що «працюючи за романом В. Тревора, О’Коннор створює привабливу атмосферу освіченої шляхетності…», але «…у будь якому випадку фільм заплутує як політику так і особисті стосунки».

## Відзнаки та нагороди
- Британська кінопремія Evening Standard у номінації «Кращий актор» (Ієн Глен), 1990[4];
- Європейський приз на Міжнародному кінофестивалі у Барселоні, 1990[5].